# بيتر بينيت (لاعب كرة قدم أسترالية نيوزيلندي)
بيتر بينيت (بالإنجليزية: Peter Bennett)‏ هو لاعب كرة قدم أسترالية نيوزيلندي، ولد في 8 نوفمبر 1956 في نيوزيلندا.

## وصلات خارجية
- بيتر بينيت على موقع AustralianFootball.com (الإنجليزية)
- بيتر بينيت على موقع AFLtables.com (الإنجليزية)